# Octinoxat
Octinoxat ist eine chemische Verbindung, die als UV-Filter in Sonnencremes verwendet wird.
Chemisch handelt es sich um ein Gemisch aus mindestens zwei isomeren chemischen Verbindungen aus der Gruppe der Zimtsäureester. Octinoxat bietet Schutz vor UVB-Strahlung mit Wellenlängen von 280 bis 320 Nanometer. Octinoxat ist wegen seiner Wirkung als endokriner Disruptor auf das östrogene Hormonsystem umstritten.

## Gewinnung und Darstellung
Octinoxat kann ausgehend von p-Bromanisol durch eine Heck-Reaktion über die Zwischenstufe 4-Methoxyzimtsäure und anschließende Veresterung der Carbonsäure hergestellt werden.

## Stereochemie
Octinoxat enthält ein Stereozentrum und eine Doppelbindung. Sonnenlicht kann die (E)-Form zur (Z)-Form isomerisieren. Für die Veresterung zu Octinoxat wird 2-Ethylhexanol benötigt, welches sich als  racematisches Gemisch [ein 1:1 Gemisch aus (R)- und (S)-Form] herstellen lässt. Deshalb könnte Octinoxat aus folgenden vier Stereoisomeren bestehen:
| Isomere von Octinoxat | Isomere von Octinoxat | Isomere von Octinoxat |
| --------------------- | --------------------- | --------------------- |
|                       | (R)-Formen            | (S)-Formen            |
| (E)-Formen            |                       |                       |
| (Z)-Formen            |                       |                       |

## Sicherheitshinweise
Octinoxat wurde 2012 von der EU gemäß der Verordnung (EG) Nr. 1907/2006 (REACH) im Rahmen der Stoffbewertung in den fortlaufenden Aktionsplan der Gemeinschaft (CoRAP) aufgenommen. Hierbei werden die Auswirkungen des Stoffs auf die menschliche Gesundheit bzw. die Umwelt neu bewertet und ggf. Folgemaßnahmen eingeleitet. Ursächlich für die Aufnahme von Octinoxat waren die Besorgnisse bezüglich Verbraucherverwendung, Umweltexposition, hoher (aggregierter) Tonnage und weit verbreiteter Verwendung sowie der Gefahren ausgehend von einer möglichen Zuordnung zur Gruppe der PBT/vPvB-Stoffe und als potentieller endokriner Disruptor. Die Neubewertung fand ab 2016 statt und wurde von Deutschland durchgeführt. Anschließend wurde ein Abschlussbericht veröffentlicht.

## Zulassung
Nach der Verordnung (EG) Nr. 1223/2009 über kosmetische Mittel ist Octinoxat bis zu einem Höchstgehalt von 10 % (berechnet als Säure) in der gebrauchsfertigen Zubereitung als UV-Filter erlaubt.
Ein Gesetz des US-Bundesstaates Hawaii verbietet dort ab Januar 2021 den Verkauf von Sonnenschutzmitteln, die Octinoxat oder Oxybenzon enthalten. Beide Substanzen wirken schädlich auf Korallen und das Erbgut von Fischen. In dem Südseestaat Palau ist Octinoxat in Sonnencremes deswegen bereits seit Januar 2020 verboten.

## Handelsnamen
- Tinosorb OMC
- Eusolex 2292